# Église Saint-André d'Ifs
L'église Saint-André est une église catholique située à Ifs, en France.

## Localisation
L'église est située dans le département français du Calvados, sur la commune d'Ifs, paroisse de Saint-Jean-Bosco-des-Cités, diocèse de Bayeux et Lisieux.

## Historique et description
L'église Saint-André d'Ifs date des XIIe et XIIIe siècles. Le clocher, la façade sud de la nef, y compris le portail sont classés Monuments historiques depuis le 4 octobre 1946. Le portail latéral sud, orné de chevrons et de têtes symboliques, a été classé par un arrêté du 16 mars 1921. 
Le chœur, probablement du XIIIe siècle, a été reconstruit en style roman en 1878 et  restauré après les destructions de 1944. L'église appartenait à l'abbaye Saint-Étienne de Caen qui en reçut confirmation en 1170.
La chaire est composée de six panneaux : quatre sur la cuve et deux sur le muret de l'escalier montrant le Christ et saint Pierre encadrant les évangélistes. Elle a été réalisée en 1685 à l'initiative de l'abbé Droulin et d'un bourgeois caennais, François Hachet, et restaurée en 1865.

« L'église d'Ifs, avec sa nef romane, offre à l'intérieur un aspect agréable. On y voit une porte latérale demi-circulaire, à voussures multiples et en saillie, surmontée d'un couronnement triangulaire, annonçant qu'un porche protégeait autrefois, de son toit, cette entrée qui était la principale. Une des faces du voussoir extérieur est chargée de têtes plates ; l'un des autres voussoirs porte des frettes crénelées ; à l'ouest, il existe une autre porte romane qui n'offre rien de remarquable. La tour latérale, au sud, est du même style jusqu'à la moitié de sa hauteur ; on y voit des arcatures ; mais la partie supérieure appartient au style ogival et date probablement du XIIIe siècle. Les fenêtres annoncent cette époque ; on y voit encore des modillons sur la corniche. Cette tour élégante et svelte offre un beau type, qui se rencontre dans plusieurs cantons du Calvados. Le chœur a été construit en même temps que la partie supérieure de la tour, mais on y a percé depuis des fenêtres, qui ne semblent pas à M. de Caumont antérieures au XVe et au XVIe siècle. Un bas-côté moderne est jointe la nef, au nord ; les fonts baptismaux doivent dater du XIIIe siècle. Les dîmes appartenaient à Saint-Étienne, à l'exception d'un trait qui était dévolu à l'abbaye de Fontenay. »

— Célestin Hippeau, L'Abbaye de Saint-Étienne de Caen, 1066-1790, 1855.